# 나주목
나주목(羅州牧)은 고려 및 조선시대에 존재했던 목으로, 오늘날의 나주시에 위치했다. 
고려 성종대인 983년에 설치된 12목 중 하나로, 995년(성종 14)에 이르러 병마절도사를 두고 그 절도사가 이끄는 군대의 칭호를 진해군이라 하였다. 1011년(현종 2년) 거란의 침입으로 잠시 피난왕도가 되었다. 고려시대 나주목은 지방관이 파견되지 않은 5개의 속군과 11개의 속현을 거느리고 있었고, 지방관이 파견된 1부, 4군 4현의 영군현을 지휘감독하는 위치에 있었다. 
조선시대에는 세조 2년(1457년)에 병영의 하부조직인 거진(巨鎭)을 설치하고 진장(鎭將)인 병마사(兵馬使)는 목사(牧使)가 겸임하였으며 효종 8년(1657년) 나주거진(羅州巨鎭)을 전라우영으로 개편함으로써 우영장(右營將)을 두어 2군 8현의 군비를 장악하게 하였다.